# Kép (thị trấn)
Kép is een thị trấn in het district Lạng Giang, een van de districten in de Vietnamese provincie Bắc Giang. De provincie Bắc Giang ligt in het noordoosten van Vietnam, wat ook wel Vùng Đông Bắc wordt genoemd. Een belangrijke verkeersader in Kép is de Quốc lộ 1A. Bij Kép ligt ook de Vliegbasis Kép, een vliegveld dat veel gebruikt is tijdens de Vietnamoorlog en Chinees-Vietnamese Oorlog met de Volksrepubliek China in 1979. Tijdens beide oorlogen had de vliegbasis het doel om Hanoi te beschermen.
Thị trấn: Vôi · Kép

Xã: Thái Đào · Đại Lâm · Tân Dĩnh · Xương Lâm · Tân Hưng · Hương Sơn · Xuân Hương · Mỹ Thái · Phi Mô · Tân Thanh · Mỹ Hà · Tiên Lục · Đào Mỹ · An Hà · Tân Thịnh · Hương Lạc · Nghĩa Hưng · Nghĩa Hòa · Quang Thịnh · Dương Đức · Yên Mỹ